# Tinebdar
Tinebdar est une commune de la wilaya de Béjaïa en Algérie.

## Géographie

### Situation
Elle se trouve à 50 km au sud-ouest de la ville de Béjaïa et précisément au nord de Sidi-Aich.
|              | Tifra              |                |
| Souk-Oufella | Tinabdher          | Fenaïa Ilmaten |
|              | Leflaye, Sidi-Aïch |                |

### Relief, géologie, hydrographie
Elle se trouve sur le versant gauche de la vallée de la Soummam au niveau du défilé étroit qui s'étend du complément de l'oued Remila à Takerietz. Sa superficie est de 16,61 km2.

## Histoire
Durant la guerre d’Algérie, pour l'Opération Jumelles, en 1959, le général Delpierre installe son PC à Tinebdar.

## Administration et vie communale
La commune de Tinebdar fait partie de la wilaya de Béjaïa. Elle est issue de la commune mère de Sidi-Aich, lors du découpage administratif de 1984.
Comme toutes les régions montagneuses de la Kabylie, Tinebdar est une commune déshéritée, dépourvue de toutes ressources et ne doit son existence qu’aux subventions de l’État. Sa seule richesse n’est autre que son potentiel humain réduit à l’exode rural et à l'émigration à l’étranger ou dans d’autres villes du pays (Sidi-Aich, Bejaia, Alger…etc.) dont le nombre dépasse celui de la population existante. Les seules infrastructures de base dont dispose Tinebdar sont :
- Deux écoles primaires qui datent de 1894.
- Un collège
- Une polyclinique qui est dans un état lamentable.
- Une agence postale.
- Un CFPA (centre de formation professionnel).
- Un stade de football non achevé.
- Une salle de sport.
- une bibliothèque municipale.